# 창사시
창사(장사, 중국어 정체자: 長沙, 병음: Chángshā)는 중화인민공화국 후난성의 성도이다. 3,000여년의 오래된 역사를 가진 국가역사문화명성이며, 후난성 경제 중심지로 발전하고 있다.
창사는 진나라 때부터 중요한 도시였다. 750~1100년까지 창사는 중요한 상업 도시로 인구가 크게 증가했다. 청 왕조하에 1664년부터 후난 성의 성도이자 주요한 미곡 시장이었다. 도시는 태평천국운동 때 포위당했으나 결코 함락되지 않았다. 창사는 마오쩌둥의 공산주의 혁명의 장소였다. 1937년부터 1945년까지의 중일전쟁의 주요 전장으로 잠시 일본군에 점령되기도 했다. 1949년 이래로 재건되어 도시는 현재 주요한 항구이자 상업 공업 중심지이다. 중국 5인조 그룹 결성 관련 오디션 프로그램인 승풍파랑적저저 시즌1~3(한글:바람에 파도가 난 언니)이 이곳에서 촬영이 됀다.

## 역사
창사(長沙)라는 이름은 주나라 때 지어진 일주서(逸周書)에도 나오며 춘추전국시대에는 초나라에 속하였다. 창사는 성왕 때 검중군(黔中郡)이 설치되었던 데서 시작되며 진나라 때에는 진 36군의 하나로 장사군(長沙郡)이 설치되어 있다.
한나라 때 처음으로 오예를 왕으로 봉해 임상현을 수도로 하는 장사 왕국이 설치되어 5대 49년간 계속되었다. 수나라와 당나라를 거쳐 청나라에 이르기까지 담주(潭州)의 중심으로서 발전해, 중화민국이 성립하면서 1933년에 이 지역의 이름을 창사 시로 바꾸고, 후난성의 성도로 지정되어 현재에 이르고 있다.
1938년에 발생한 창사 대화재로 인해 많은 문화재를 소실하였고, 설상가상으로 1939년부터 1944년 동안 진행된 중일전쟁의 전쟁터 되어 많은 문화재를 추가로 소실하였다.

## 지리
창사는 동경 111°53'–114°5', 북위 27°51'–28°40'의 후난 성 동쪽에 위치한다. 지형은 서쪽은 높고 동쪽은 낮다. 서쪽과 북쪽에는 많은 산지가 있다. 상강은 남쪽에서 북서쪽으로 흐른다. 296m의 웨루산이 서쪽에 있고 류양허와 라오다오허가 동쪽에 있다.
창사는 아열대 기후대의 계절풍 기후로 연평균 기온은 16.8 °C–17.2 °C이고 1월 평균기온은 5.3 °C, 7월 평균기온은 29.4 °C이다. 연평균 강수량은 약 1500mm이고 무상일수는 275일이다.
창사는 사계절이 뚜렷하다. 여름은 길고 덥고 비가 많으며 가을은 풍부한 일조량과 함께 쾌적한 날씨를 보인다. 겨울은 건조하고 다소 짧으나 때때로 강추위가 있어 기온이 영하로 떨어지기도 한다.
북쪽은 웨양시, 이양시이며, 서쪽은 뤄디시, 남쪽은 주저우시, 샹탄시, 동쪽으로는 장시성의 핑샹시와 접한다.
| 창사시 (1991년~2020년)의 기후 | 창사시 (1991년~2020년)의 기후 | 창사시 (1991년~2020년)의 기후 | 창사시 (1991년~2020년)의 기후 | 창사시 (1991년~2020년)의 기후 | 창사시 (1991년~2020년)의 기후 | 창사시 (1991년~2020년)의 기후 | 창사시 (1991년~2020년)의 기후 | 창사시 (1991년~2020년)의 기후 | 창사시 (1991년~2020년)의 기후 | 창사시 (1991년~2020년)의 기후 | 창사시 (1991년~2020년)의 기후 | 창사시 (1991년~2020년)의 기후 | 창사시 (1991년~2020년)의 기후 |
| 월                            | 1월                           | 2월                           | 3월                           | 4월                           | 5월                           | 6월                           | 7월                           | 8월                           | 9월                           | 10월                          | 11월                          | 12월                          | 연간                          |
| ----------------------------- | ----------------------------- | ----------------------------- | ----------------------------- | ----------------------------- | ----------------------------- | ----------------------------- | ----------------------------- | ----------------------------- | ----------------------------- | ----------------------------- | ----------------------------- | ----------------------------- | ----------------------------- |
| 역대 최고 기온 °C (°F)        | 26.9 (80.4)                   | 30.6 (87.1)                   | 32.8 (91.0)                   | 36.1 (97.0)                   | 36.3 (97.3)                   | 38.2 (100.8)                  | 39.7 (103.5)                  | 40.6 (105.1)                  | 38.2 (100.8)                  | 35.1 (95.2)                   | 30.9 (87.6)                   | 24.9 (76.8)                   | 40.6 (105.1)                  |
| 일평균 최고 기온 °C (°F)      | 8.8 (47.8)                    | 11.9 (53.4)                   | 16.2 (61.2)                   | 22.8 (73.0)                   | 27.4 (81.3)                   | 30.5 (86.9)                   | 34.0 (93.2)                   | 33.3 (91.9)                   | 29.2 (84.6)                   | 23.9 (75.0)                   | 17.9 (64.2)                   | 11.8 (53.2)                   | 22.3 (72.1)                   |
| 일일 평균 기온 °C (°F)        | 5.3 (41.5)                    | 7.9 (46.2)                    | 11.9 (53.4)                   | 18.0 (64.4)                   | 22.7 (72.9)                   | 26.2 (79.2)                   | 29.4 (84.9)                   | 28.6 (83.5)                   | 24.5 (76.1)                   | 19.1 (66.4)                   | 13.1 (55.6)                   | 7.5 (45.5)                    | 17.8 (64.1)                   |
| 일평균 최저 기온 °C (°F)      | 2.7 (36.9)                    | 5.0 (41.0)                    | 8.7 (47.7)                    | 14.3 (57.7)                   | 19.0 (66.2)                   | 22.9 (73.2)                   | 25.7 (78.3)                   | 25.1 (77.2)                   | 21.1 (70.0)                   | 15.6 (60.1)                   | 9.7 (49.5)                    | 4.4 (39.9)                    | 14.5 (58.1)                   |
| 역대 최저 기온 °C (°F)        | −9.5 (14.9)                   | −12.0 (10.4)                  | −2.3 (27.9)                   | 1.9 (35.4)                    | 8.9 (48.0)                    | 13.1 (55.6)                   | 19.7 (67.5)                   | 16.7 (62.1)                   | 11.8 (53.2)                   | 2.4 (36.3)                    | −2.8 (27.0)                   | −10.3 (13.5)                  | −12.0 (10.4)                  |
| 평균 강수량 mm (인치)         | 78.9 (3.11)                   | 88.2 (3.47)                   | 155.8 (6.13)                  | 187.5 (7.38)                  | 209.8 (8.26)                  | 225.8 (8.89)                  | 151.9 (5.98)                  | 117.9 (4.64)                  | 84.1 (3.31)                   | 60.8 (2.39)                   | 81.7 (3.22)                   | 56.2 (2.21)                   | 1,498.6 (58.99)               |
| 평균 강수일수 (≥ 0.1 mm)      | 14.4                          | 13.7                          | 17.9                          | 16.9                          | 16.3                          | 14.8                          | 10.4                          | 10.9                          | 8.9                           | 9.5                           | 10.2                          | 11.1                          | 155                           |
| 평균 강설일수                 | 3.8                           | 2.2                           | 0.3                           | 0                             | 0                             | 0                             | 0                             | 0                             | 0                             | 0                             | 0.1                           | 1.4                           | 7.8                           |
| 평균 상대 습도 (%)            | 83                            | 82                            | 83                            | 81                            | 81                            | 83                            | 76                            | 78                            | 79                            | 79                            | 81                            | 80                            | 81                            |
| 평균 월간 일조시간            | 65.3                          | 68.6                          | 83.3                          | 112.1                         | 140.3                         | 136.8                         | 224.4                         | 203.4                         | 151.9                         | 132.8                         | 113.0                         | 101.0                         | 1,532.9                       |
| 가능 일조율                   | 20                            | 22                            | 22                            | 29                            | 33                            | 33                            | 53                            | 50                            | 42                            | 38                            | 35                            | 32                            | 34                            |
| 출처: 중국기상국              |                               |                               |                               |                               |                               |                               |                               |                               |                               |                               |                               |                               |                               |

## 행정 구역
6개의 시할구와 2개의 현급시 1개의 현을 관할한다.
| 창사 시 현급구역 | 이름   | 간자    | 면적(km2) | 인구(명) |
| ---------------- | ------ | ------- | --------- | -------- |
|                  |        |         |           |          |
| 시할구           |        |         |           |          |
| 웨루 구          | 岳麓区 | 555.02  | 62만      |          |
| 푸룽 구          | 芙蓉区 | 40.8    | 60만      |          |
| 톈신 구          | 天心区 | 102     | 39만      |          |
| 카이푸 구        | 开福区 | 188     | 42만      |          |
| 위화 구          | 雨花区 | 115     | 50만      |          |
| 왕청 구          | 望城区 | 1046.42 | 56만      |          |
| 현급시           |        |         |           |          |
| 류양 시          | 浏阳市 | 5007    | 133만     |          |
| 닝샹 시          | 宁乡市 | 2906    | 130만     |          |
| 현               |        |         |           |          |
| 창사 현          | 长沙县 | 1997    | 74만      |          |

## 경제
1949년에 재건된 이래 인구는 1940년대 후반부터 1980년대 초반까지 세 배로 증가했다. 도시는 현재 쌀, 면화, 목재, 축산품을 다루는 주요 항구이고 또한 한커우 - 광저우 철도에 놓여있는 징세와 유통의 중심지였다. 쌀 제분업이 이 지역의 생산 대부분을 차지하며 석유 추출, 차와 담배, 식품 가공 공장이 있다. 방직 산업은 실과 직물을 생산하고 염색과 날염 작업을 한다. 농화학과 비료, 농업 도구, 양수기 또한 이 곳에서 생산된다.
창사에는 주변의 공업 도시인 주저우, 샹탄과 그리드로 연결되는 큰 지열 발전소가 있다. 세 개의 도시는 1970년대에 주요 산업 단지의 핵으로 지정되었다. 1960년대에 중공업의 약간의 발전이 있었다. 공작 기계와 정밀 도구 같은 기계 제조업이 중요해졌고 창사는 알루미늄 산업의 중심이 되었다. 도시에는 또한 시멘트, 고무, 도자기, 제지 공장이 있고 후난 자수, 가죽 제품, 우산, 단추를 생산하는 전통 수공예업의 중심이다. 석탄이 근처에서 채굴된다.
창사의 명목 GDP는 2008년 기준으로 3,001억 위안(439억 달러)으로 2007년에 비해 15.1% 성장하였으며 1인당 GDP는 45,765위안(6701달러)이었다.
창사는 중국의 "경제적으로 진보된" 20개의 도시들 중 하나이다. 2001년부터 2005년까지 GDP는 연평균 14% 성장했고 이것은 국가 평균인 9%를 훨씬 상회하는 것이다. 2005년에 서비스업 부문은 창사 GDP의 거의 절반 (49%)을 차지했고 2001년의 수치에 비해 112% 성장하여 계속해서 도시의 성장을 이끌 것으로 기대되고 있다. 도시민의 연 가처분 소득은 12,343 위안이었다. 제조업과 건설업 부문은 상대적으로 꾸준히 성장하여 2001년과 2005년 사이에 116% 성장하였다. 농업, 임업, 축산업, 어업을 포함한 제1차 산업 부문은 이 기간에 약간 성장하였다. 더욱이 소비자 시장은 소득 수준과 함께 극적으로 성장하였다. 최소한의 봉급 수준은 월 600위안으로 베이징의 640위안, 상하이의 750위안과 필적한다. 2005년에 도시민의 평균 소득은 약 1,500달러로 국가 평균보다 15% 정도 높고 2001년에 비해 10% 성장하였다.
도시는 막대한 양의 외국인 투자를 유치하고 있다. 일례로 2005년에 주로 하이테크, 제조업, 식품 생산과 서비스업과 관련된 10억 달러의 외국인 직접 투자가 도시로 쏟아졌다. 이 수치는 2001년에 비해 40% 성장한 것이다. 직접 투자의 59%는 홍콩과 대한민국, 싱가포르와 일본이, 28%는 미국이, 9%는 유럽이 차지했다.
경제 성장과 더불어 급격히 증가하는 차들과, 곳곳의 건설 현장, 도시 외곽의 수많은 공업 시설 때문에 창사의 환경 오염은 심각한 문제가 되었다.

## 교통
- 공항: 창사 황화 국제공항
- 철도: 징광선 (베이징 서역 - 광저우)
- 지하철: 창사 지하철

## 인물
- 굴원
- 가의
- 류사오치
- 손견 - 삼국시대 한나라의 장군으로 훗날 오나라의 기틀을 다졌다.
- 후야오방
- 주룽지
- 리샤오펑
- EXO의 멤버 레이 (가수)

## 자매 도시
- 이탈리아 아레조
- 스위스 프리부르
- 대한민국 구미시
- 일본 가고시마
- 남아프리카공화국 킴벌리
- 스리랑카 라테나풀라
- 벨기에 몽스
- 뉴질랜드 풀룰루아
- 미국 세인트폴